# جاغرق
جاغَرْق روستایی ییلاقی در دهستان جاغرق بخش طرقبه شهرستان بینالود استان خراسان رضوی ایران است که در فاصله ۲۱ کیلومتری شمال غربی مشهد واقع شده‌است. این روستا در ۷ کیلومتری جنوب غربی طرقبه واقع شده‌است.
جاغرق دارای آب و هوایی کوهستانی است و دارای باغ‌های میوه و دره‌های سرسبز و پرآب می‌باشد. در این منطقه اقامت‌گاه‌ها و رستوران‌هایی برای گردشگران ایجاد شده‌است.
قبرستان جاغرق مربوط به اواخر دوره تیموریان تا دوره قاجار است و در تاریخ ۵ تیر ۱۳۸۴ با شمارهٔ ثبت ۱۱۹۴۱ به‌عنوان یکی از آثار ملی ایران به ثبت رسیده‌است.
یکی از جاهای دیدنی مشهد، روستای ییلاقی جاغرق است که در آنجا هوایی بسیار دل نواز و صفایی دوست داشتنی به شما پیشنهاد می‌دهد تا قدمی به سمت عطر و بوی طبیعت بردارید.
این روستا با فضای سبز، آرام و دیدنی‌اش، بسیار خاص و بی نظیر است. شما باید در این روستای باستانی قدم بردارید و از زیبایی آن لذت ببرید. بوی تازگی هوا و عطر طبیعت، صدای جریان آب در جوی بارانی و رودخانه‌های فصلی، همگی به شما احساس آرامش و آرامش خاصی خواهد داد. به همین دلیل، من شما را به بازدید از این جای دیدنی پیشنهاد می‌دهم تا به تجربه‌ای بسیار خاص و دلنشین دست پیدا کنید.

## جمعیت
بر پایه سرشماری عمومی نفوس و مسکن در سال ۱۳۹۵ جمعیت این روستا ۲٬۴۱۲ نفر (در ۷۶۱ خانوار) بوده‌است.